# Japanagromyza
Japanagromyza är ett släkte av tvåvingar. Japanagromyza ingår i familjen minerarflugor.

## Dottertaxa tillJapanagromyza, i alfabetisk ordning[1]
- Japanagromyza aequalis
- Japanagromyza aldrichi
- Japanagromyza ambigua
- Japanagromyza angulosa
- Japanagromyza argentata
- Japanagromyza arnaudi
- Japanagromyza bennetti
- Japanagromyza brooksi
- Japanagromyza centrosemae
- Japanagromyza centrosematifolii
- Japanagromyza cercariae
- Japanagromyza clausa
- Japanagromyza cupreata
- Japanagromyza currani
- Japanagromyza delecta
- Japanagromyza desmodivora
- Japanagromyza displicata
- Japanagromyza duchesneae
- Japanagromyza elaeagni
- Japanagromyza etiennei
- Japanagromyza eucalypti
- Japanagromyza fortis
- Japanagromyza frosti
- Japanagromyza howensis
- Japanagromyza inaequalis
- Japanagromyza incisa
- Japanagromyza inferna
- Japanagromyza insularum
- Japanagromyza involuta
- Japanagromyza jamaicensis
- Japanagromyza kalshoveni
- Japanagromyza kammuriensis
- Japanagromyza lonchocarpi
- Japanagromyza loranthi
- Japanagromyza macroptilivora
- Japanagromyza meridiana
- Japanagromyza multiplicata
- Japanagromyza nebulifera
- Japanagromyza nigrihalterata
- Japanagromyza orbitalis
- Japanagromyza paganensis
- Japanagromyza parvula
- Japanagromyza perpetua
- Japanagromyza perplexa
- Japanagromyza phaseoli
- Japanagromyza philippinensis
- Japanagromyza polygoni
- Japanagromyza propinqua
- Japanagromyza quercus
- Japanagromyza rutiliceps
- Japanagromyza salicifolii
- Japanagromyza scelesta
- Japanagromyza setigera
- Japanagromyza sikandraensis
- Japanagromyza sordidata
- Japanagromyza stylata
- Japanagromyza teestae
- Japanagromyza tephrosiae
- Japanagromyza tingomariensis
- Japanagromyza tokunagai
- Japanagromyza trientis
- Japanagromyza trifida
- Japanagromyza triformis
- Japanagromyza tristella
- Japanagromyza vanchei
- Japanagromyza viridula
- Japanagromyza wirthi
- Japanagromyza yanoi
- Japanagromyza yoshimotoi